# 丹尼斯·韋斯
丹尼斯·法蘭·韋斯（Dennis Frank Wise，1966年12月16日—）出生在肯辛頓，是英格蘭足球領隊和前足球員，韋斯在英格蘭出场21次，并取得了一个入球，韋斯的國家隊處子演出是迎戰土耳其。

## 球員生涯

### 溫布頓
韋斯的球員生涯在修咸頓開始，但18歲時，就在當時領隊麥美尼美（Lawrie McMenemy）離開後，便轉投溫布頓。

### 車路士
韋斯於1990年7月以160萬英鎊的身價從溫布頓加盟車路士，這筆轉會費創下了當時車路士俱樂部的新紀錄。1990年8月25日首次代表車路士在主場2-1戰勝打比郡的比賽中出場。 
韋斯曾經代表車路士獲得1997年的英格蘭足總盃以及1998年的英格蘭聯賽盃、歐洲優勝者杯和歐洲超級杯冠軍。1998年當選英格蘭足球先生。韋斯的強悍和鼓動性曾是車路士在90年代初從一支中下游球隊走上復興之路的重要因素。 
作為車路士的隊長，韋斯卻是英格蘭足壇有名的惡漢。綽號“憤怒的老鼠”的韋斯在效力期間，一直作為球隊的絕對主力和精神領袖，以其兇猛的風格著稱。韋斯的大局觀、傳球、射門的功力同樣不俗，雖然個子矮小，但韋斯在球場上拼勁十足，即使堅尼這樣的惡漢遇到他也得讓三分。
其後，韋斯被當時任車路士主帥雲尼亞里（Claudio Ranieri）賤賣給了李斯特城。

### 李斯特城
韋斯於01/02球季轉投李斯特城，但並沒有取得太大的成功，韋斯僅替李斯特城上陣17次，在2002年9月更被球隊解雇了，因為韋斯在季前在芬蘭的期間，猛力擊打隊友加倫·戴維森（Callum Davidson）的下巴。這件事件令到李斯特城球迷頗討厭韋斯。

### 米禾爾
韋斯於2002年轉投米禾爾並成為球員兼領隊。於2004年，韋斯帶領米禾爾首次闖進英格蘭足總盃決賽，但最終敗在曼聯手上。米禾爾是史上第二隊，並不是頂級聯賽球隊而能夠闖進足總杯決賽。但米禾爾卻第一次爭取到歐協席位，但卻在第一回合便被淘汰出局。

### 修咸頓
韋斯於2005年加盟修咸頓，韋斯為修咸頓上陣11次，但隨著當時的領隊哈利列納遭解雇，及後佐治貝利（George Burley）成為新領隊，韋斯卻於2005年12月卻離開修咸頓。

### 高雲地利
韋斯於2006年1月以短期合約形式加盟高雲地利，但僅為球隊上陣13場便離開高雲地利並退役。

## 領隊生涯

### 史雲頓
韋斯於2006年5月18日成為斯文登的領隊，韋斯在球季有一個好開始，帶領史雲頓取得七戰六勝的佳績，同年9月離開史雲頓。

### 列斯聯
2006年9月20日，韋斯轉為執教利兹联，接替前領隊布力維爾（Kevin Blackwell）的爛攤子，列斯聯在韋斯的帶領下於英甲有顯著的成績，雖然要背負-15分來開始球季，但仍能站穩陣腳。

### 紐卡素
2008年1月28日，韋斯受紐卡素主席基斯·莫特（Chris Mort）邀請，成為紐卡素的足球總監，但主教練凯文·基冈多次表示不知道韋斯會來臨紐卡素，另外韋斯亦被外界視為凯文·基冈的接班人，萬一紐卡素成績有所下滑，韋斯亦可暫時取代其地位。2009年4月1日，在舒利亞獲委任為臨時領隊前一小時，紐卡素在官網宣佈韋斯離職。

## 個人榮譽
溫布頓
- 足總杯 冠軍：1988年

車路士
- 足總盃 冠軍：1997年、2000年
- 聯賽盃 冠軍：1998年
- 歐洲優勝者杯 冠軍：1998年
- 歐洲超級盃 冠軍：1998年

## 外部連結
- 足球数据库：丹尼斯·韋斯的球员统计数据
- 足球資料庫：丹尼斯·韋斯的領隊統計數據
- www.wafll.com：韋斯在列斯聯任領隊的統計（页面存档备份，存于）